# Pachypasa limosa
Pachypasa limosa é uma espécie de insetos lepidópteros, mais especificamente de traças, pertencente à família Lasiocampidae.
A autoridade científica da espécie é de Villiers, tendo sido descrita no ano de 1827.
Trata-se de uma espécie presente no território português.